# Jan z Lublina

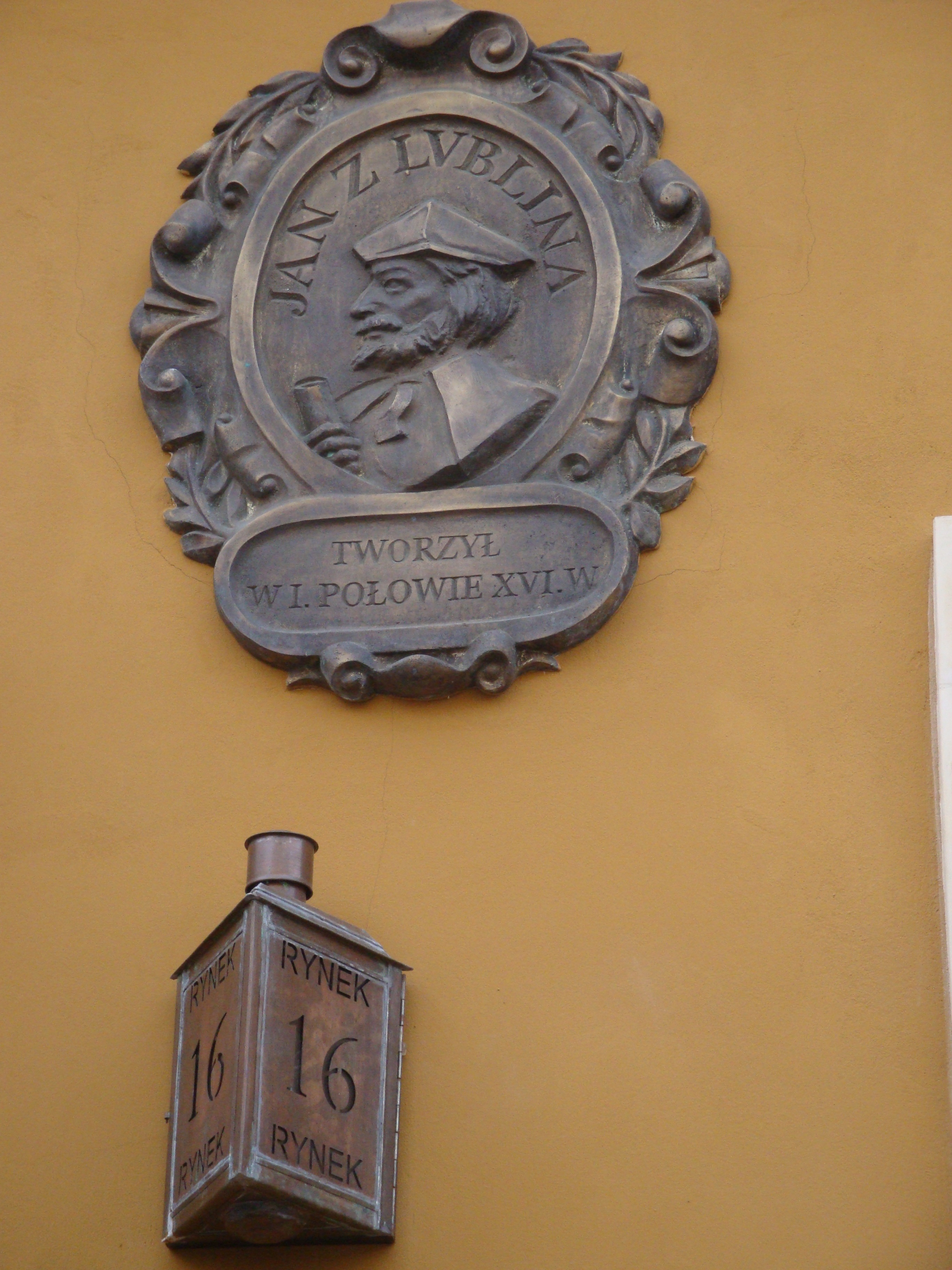
Płaskorzeźba upamiętniająca Jana z Lublina na Starym Mieście w Lublinie

Jan z Lublina (XVI wiek) – polski organista i kompozytor epoki renesansu, twórca tabulatury organowej (1537–1548) Tabulatura Ioannis de Lyublyn Canonic[orum] Reg[u]lariu[m] de Crasnyk 1540, zawierającej liczne utwory przeznaczone do grania na organach oraz wszystkich innych rodzajach instrumentów klawiszowych (klawesyn, klawikord, szpinet, pozytyw, regał i ich liczne odmiany): kompozycje religijne, takie jak stałe części mszy; intawolacje muzyki wokalnej znanych ówczesnych kompozytorów niemieckich, francuskich, włoskich; utwory instrumentalne, m.in. preludia organowe oraz opracowania świeckich pieśni i tańców.
Działał w Kraśniku, być może był członkiem zakonu kanoników regularnych laterańskich. Bliższe wiadomości o jego życiu i działalności są nieznane. Być może jest identyczny z jednym z dwóch Janów, z których pierwszy uzyskał magisterium in artibus et philosophia w 1499, a drugi baccalariatus in artibus w 1508 na Akademii Krakowskiej. W wielu krajach zaczęły się wówczas ukazywać zbiory nutowe zawierające tańce o tytułach: Taniec polski, Chorea polonica, Polnischer Tanz czy Balletto polacco. Tabulatura Jana z Lublina znajdowała się niegdyś w Kraśniku, po jej zniknięciu odnalazła się ponownie w Krakowie. Jest jedną z najwcześniejszych oraz najbardziej obszernych (ponad 350 kompozycji) tabulatur na świecie.
Jan z Lublina był prawdopodobnie pierwszym właścicielem rękopisu tabulatury organowej przechowywanej obecnie w Bibliotece Naukowej PAU i PAN w Krakowie pod sygnaturą Ms. 1716. Może częściowo sam ją spisał; jego imię figuruje jednak tylko wytłoczone na okładce, natomiast wewnątrz jednej z kart pojawia się podpis „Valentinus scripsit”. Tabulatura, licząca 260 kart, uważana jest za najobszerniejsze źródło muzyki organowej w Europie. Zawiera intawolacje wokalnej muzyki religijnej i świeckiej oraz samodzielne utwory religijnej muzyki organowej, a także preludia i tańce. Zawiera też traktat i ćwiczenia o charakterze dydaktycznym z dziedziny kompozycji i improwizacji organowej oraz wskazówki dotyczące strojenia organów. Większość repertuaru zachowana jest w tabulaturze anonimowo, jednak przy wielu utworach autorstwo jest określone, a niektóre kompozycje udało się zidentyfikować na podstawie innych źródeł. W sumie można wymienić 21 nazwisk kompozytorów francuskich, niderlandzkich, niemieckich i włoskich, których twórczość jest reprezentowana w rękopisie, a z Polaków – Seweryna Konia i inicjały Mikołaja z Krakowa i Mikołaja z Chrzanowa (N.C, N.Ch., N.Z.).